# Хомер
Хомер (стгрч. Ὅμηροςрођен око 8. века пре нове ере) био је старогрчки песник који се сматра аутором Илијаде и Одисеје, две епске песме античке грчке књижевности. Хомер се сматра једним од најпоштованијих и најутицајнијих аутора у историји.
Хомерова Илијада се усредсређује на свађу између краља Агамемнона и ратника Ахила током последње године Тројанског рата. Одисеја бележи десетогодишње путовање Одисеја, краља Итаке, назад свом дому након пада Троје. Епови осликавају борбу човека, посебно у Одисеји, где Одисеј истрајава кажњавање од стране богова. Песме су на хомеровском грчком, такође познатом као епски грчки, књижевном језику који показује мешавину карактеристика јонског и еолског дијалеката из различитих векова; преовлађујући утицај је источнојонски. Већина истраживача сматра да су песме првобитно усмено преношене. Иако су претежно познате по својим трагичним и озбиљним темама, хомерске песме такође садрже примере комедије.
Хомерове епске песме обликовале су аспекте древне грчке културе и образовања, негујући идеале херојства, славе и части. За Платона, Хомер је једноставно био онај који је „поучио Грчку“ (τὴν Ἑλλάδα πεπαίδευκεν, tēn Helláda pepaídeuken). У Божанственој комедији Дантеа Алигијерија, Вергилије говори о Хомеру као о „Песнику сувереном“, краљу свих песника; у предговору свом преводу Илијаде, Александар Поуп признаје да је Хомер одувек сматран „највећим песником“. Од антике до данас, хомерски епови су инспирисали многа позната дела књижевности, музике, уметности и филма.
О питању ко, када, где и под којим околностима су Илијада и Одисеја састављене и даље се расправља. Научници углавном сматрају да су ове две песме дела одвојених аутора. Сматра се да су песме настале у неком тренутку крајем осмог или почетком седмог века пре нове ере. Многи извештаји о Хомеровом животу кружили су у класичној антици, а најраспрострањеније је да је он био слепи бард из Јоније, региона централне приморске Анадолије у данашњој Турској. О Хомеру, као личности ништа поуздано није познато. Легенде описују Хомера као слепог певача или аеда, који рецитује своје песме у великој владаревој дворани свирајући китару, инструмент сличан харфи. Савремени научници сматрају ове извештаје легендарним.

## Епско песништво пре Хомера
Савршена епска техника, бујно уметничко изражавање, вештачки Хомеров језик, врло окретан стих, многобројни украсни придеви, типични бројеви, честе формуле, које се у истим или сличним ситуацијама непрестано понављају, живе и свеже поредбе и уметничко савршенство Хомерових песама показују да је код Хелена давно пре Хомера цветало народно епско песништво. Није, наиме, вероватно да би се толико савршенство јавило први пут у Хомеровим уметничким еповима. Али, како о раздобљу епскога песништва, које је цветало пре Хомера, немамо готово никаквих поузданих података, морамо његове трагове потражити у Хомеровим делима. У томе се наилази на извесну разлику између Илијаде и Одисеје. Кад у Илијади IX, 185. п. н. е. долазе ахејски посланици ка Ахилеју са молбом да се помири са Агамемноном и да се врати у бој, налазе га како уз пратњу звонке форминге пева славна, херојска дела јунака (κλέα ἀνδρῶν). У Одисеји, напротив, певају κλέα ἀνδρῶν посебни певачи — ἀοιδοί — аеди. Пенелопине просце, који се госте у Одисејевом дому, забавља певач Фемије певајући им песме уз свирку китаре. Он пева просцима песму о тужном повратку Ахејаца (Од. I, 325-327). На двору феачкога краља Алкиноја видимо славнога слепог певача Демодока који уз пратњу форминге пева поред осталих песама и песму о пропасти Илија (Троје). И та је песма измамила Одисеју поток суза, јер је певач споменуо и њега у песми.
Из цитираних места произлази да су и пре Хомера постојале епске песме, али су биле кратке и обрађивале су приче о боговима и херојима. Надаље видимо да једне од тих песама певају сами јунаци, а друге уметници којима је певање занимање. Из Хомерова приказа оба певача — Фемија и Демодока — излази да су певачи надахнути од неког бога или Музе; да певају песме на дворовима властелина, а њихово певање прате китара и форминга.
Уметност епскога певача је позив који захтева посебно знање, искуство и таленат. Ти певачи не певају само своје песме, него и оне које су чули од других. Важност аеда за развој епске поезије је врло велика, јер су они својим певањем преносили песме из покољења у покољење и ширили их међу широке народне слојеве. Тако је пут од кратке епске песме до великог уметничког епа морао бити прилично дуг. Кад су епске песме постале веће и савршеније, њих више не певају аеди него их рецитовали рапсоди ("сашивачи" песама), који с већом залихом научених епских песама путују по хеленским полисима. О таквим нам рапсодима говори и Херодот (В, 67). Они рапсоди који су се бавили само рецитовањем Хомерових песама звали су се Хомериди.

## Хомер и хомерско питање

### Лик песника
У вези с Илијадом и Одисејом намеће се питање шта све знамо о песнику кога натписи оба спева спомињу као свога аутора. Упркос свестраном изучавању Илијаде, Одисеје и свих вести о песниковом животу које су нам сачуване из старине, не знамо ни данас ништа поуздано о његовом животу. У антици је написано много Хомерових животописа, али су подаци у њима проблематични и често противречни. Од многобројних животописа издваја се један који има облик малога романа, а носи наслов Надметање Хомера и Хесиода (грч. Ὁμήρου καὶ Ἡσιόδου ἀγών, грч. Certamen Homeri et Hesiodi). Тај је спис саставио у време римскога цара Хадријана неки непознати писац. У том занимљивом спису говори се о Хомеровој и Хесиодовој домовини и генеалогији, а затим се у опширном облику приказује њихово надметање. Оба су се песника надметала тако да је Хесиод казивао стихове у којима се налазила нека противречност, а Хомер је морао додати стих којим се та противречност укида, на пример:
Хесиод: οὗτος ἀνὴρ ἀνδρός τ' ἀγαθοῦ καὶ ἀναλκιδός ἐστι
Овај је човек син јунака страшљива много
Хомер: μητρός, ἐπεὶ πόλεμος χαλεπὸς πάσῃισι γυναιξίν.
мајка је њему, ниједна јер жена не љуби рата.
Хесиод: ὣς οἳ μὲν δαίνυντο πανήμεροι οὐδὲν ἔχοντες
Тако се гошћаху они дан читав немајућ ништа
Хомер: οἴκοθεν, ἀλλὰ παρεῖχεν ἄναξ ἀνδρῶν Ἀγαμέμνων.
од куће, већ Агамемнон све даваше људи господар.
Затим је Хесиод постављао питање, а Хомер је на њега одговарао. На пример, Хесиод: Шта људи називају срећом? Хомер: Умрети тако да си се што више навеселио, а што мање нажалостио. Након тога морао је сваки од песника рецитовати најлепше стихове из својих песама. Хесиод је изрекао стихове из Послова и дана 383-392, а Хомер из Илијаде XIII, 126-133. и 339-344. Судија у том надметању доделио је награду (троножац) Хесиоду рекавши како је право да буде победник онај који позива на обрађивање поља и мир, а не онај који пева о ратовима и покољима.
Као што су непоуздани подаци о Хомерову животу, тако су непоуздане све вести о времену његова живота и домовини. Састављачи Хомерових животописа одређивали су време његова живота врло различито. Тако је по некима он живео за време тројанскога рата (1193—1183); по другима 100 или 400 година након тога рата. Херодот каже да је Хомер савременик Хесиодов. Но ни тиме није тај проблем решен јер се ни време Хесиодовог живота не да поуздано утврдити.
Много се јонских и других градова отимало о част да су Хомерова домовина. Имена тих градова наводе се у хексаметру који из метричких разлога не допушта да их буде више од седам. Зато се хексаметар који садржи имена градова јавља у неколико варијанти, од којих једна гласи:
Ἑπτὰ πόλεις διερίζουσιν περὶ ῥίζαν Ὁμήρου·
Σμύρνα, Ῥόδος, Κολοφών, Σαλαμίς, Ἴος, Ἄργος, Ἀθῆναι.
Ту се, дакле, као места Хомерова рођења наводе Смирна, Родос, Колофон, Саламина, Ијос, Аргос и Атина. У другим варијантама спомињу се још као песникова домовина острва Хиос и Итака и градови Пилос и Кима. Према томе, разилазе се и вести о песниковој домовини. У тим вестима разабиру се само жеље појединих градова, а мало од тога потиче из старе и праве традиције. Чини се да је ипак најстарија и у антици најраширенија вест која наводи као Хомерово родно место еолски град Смирну. Хомера су поштовали и на отоку Хиосу, где је у граду истога имена живела породица која се по Хомеру називала Ὁμηρίδαι (потомци Хомерови). Та је породица имала задатак да чува и казивањем што даље шири Хомерове песме.
Хомера су замишљали као старог, сиромашног и слепог певача који је, потуцајући се из једнога краја у други, живео од рецитовања својих песама. Таквом лику добро одговара слепи певач Демодок на двору феачкога краља Алкиноја. Али тај је опис великога песника пре свега у појединостима потпуно измишљен јер нема у себи ништа индивидуално, а одговара идеализованом лику рецитатора (рапсода) који су обилазећи по грчким градовима рецитовали своје и туђе песничке композиције. Осим тога, тешко је веровати да је био слеп песник који је знао тако живо, сликовито и у детаље описивати живот и његову многоструку сложеност.
Нејасноћи биографских података придружују се и друге сумњиве околности које се тичу композиције и правога аутора оба епа. Већ је, наиме, у антици било нејасно која дела припадају Хомеру. Да ли и Илијада и Одисеја или само Илијада, и надаље, треба ли приписивати Хомеру и друге песме епскога циклуса (круга): Тебаиду, Епигоне, Киприје и друге. Песме епскога циклуса, киклички епови, сачувани су само у фрагментима. У њима су били опевани догађаји који су се збили пре оних у Илијади, затим они који су се догодили између Илијаде и Одисеје, и на крају они који су уследили након догађаја у Одисеји. Од кикличких епова најзначајнији су они који су припадали тебанском и тројанском циклусу. Споменуте песме Тебаида и Епигони припадају тебанском циклусу. У Тебаиди је опеван рат седморице аргивских јунака против Тебе, а у Епигонима (= Потомци) рат синова седморице јунака који су заузели Тебу. Киприје припадају тројанском циклусу, а обухватале су све догађаје који су претходили Илијади и довели до тројанскога рата.

### Хомерско питање
Проблем Хомерових дела подстакао је озбиљну критику, која се обично назива „хомерско питање“. Та је критика започела већ у антици, а њен главни задатак је био да утврди која заправо дела припадају Хомеровом песничком генију. У почетку су се њему приписивале све песме епскога циклуса, зборник химни (ὕμνοι, προοίμια), неке мање песмице (παίγνια), шаљива песма „Бој жаба и мишева“ (Βατραχομυομαχία, пародија херојскога достојанства и свечаног епског стила) и подругљиве песме „Маргит“ (Μαργίτης = будала) и „Керкопи“ (Κέρκωπες). Ова последња приказивала је два брата — вешта крадљивца које је ухватио Херакле, али су га они тако насмејали својим досеткама да их је пустио на слободу.
Елегијски песник Калин, који је живео у 7. веку старе ере, сматрао је Хомера аутором и споменуте Тебаиде. Али кад се меду Грцима пробудио критички дух, кренуло је то питање другим током. Много су тој промени допринели софисти, јонскоатички историчари 5 века и александријски филолози. Тако је, на пример, познати историчар Херодот признавао Хомеру Тебаиду, али му је одрицао Епигоне и Киприје. Крајем 4. века, тј. у првим почецима александријскога доба била је духовна својина Хомерова ограничена на Илијаду и Одисеју, и то више из естетских него из историјских разлога, јер су оне друге песме херојске епопеје од мање уметничке вредности. Александријски филолози Ксенон и Хеланик пошли су и даље, па су одрицали Хомеру и Одисеју сматрајући је много млађом Илијаде. Они су због тога прозвани „растављачи“ (χωρίζοντες). Најодлучнији противник њихова схватања био је њихов савременик, учени Аристарх, који је у заједници с осталим филолозима сматрао да у Илијади и Одисеји треба поред праве грађе разликовати и неке делове сумњиве веродостојности, тј. групе уметнутих стихова. Уза све те проблеме, стари су и надаље сматрали Хомера песником Илијаде и Одисеје сматрајући да је песник прву испевао у млађим, а другу у старијим годинама.
У модерно доба захватило је хомерско питање много шире подручје. Појавио се нов и горући проблем на који се у антици није ни помишљало, тј. дошло је у сумњу и постојање самога Хомера. Први је подстакао тај проблем Француз Еделин Д’Обинјак. Он је у једној расправи (1715. године) устврдио да никада није било песника који се звао Хомер. Овде ваља споменути и Игњата Ђурђевића (1675—1737), који је доказивао да је Хомерове песме испевао Питагора и да су тројански рат и причу о њему измислили неки стари песници митскога доба.
Права научна критика Хомерових епова започела се тек с радом немачког класичног филолога Фридриха Августа Волфа, који је резултате свога истраживања објавио 1795. године у књизи Пролегомена ад Хомерум (Увод у Хомера). Основна је Волфова тврдња да Хомерове песме нису дело једнога него многих непознатих песника. Волфова је заслуга у томе што је подстакао и друге стручњаке да се позабаве питањем Хомерових песама. На основи Волфовог учења поникла је читава школа филолога чији рад пада у 19. века. Ти су филолози у својим анализама рашчинили на безброј различитих начина јединство Илијаде и Одисеје да би могли разликовати дело многих и различитих певача и да би дошли до језгра, тј. оригиналних песама, које је неки редактор или сакупљач, можда по имену Хомер, једноставно сакупио и преточио у једну целину. Како су поједини истраживачи на различите начине решавали тај проблем, резултати се њихова рада разилазе, па постоје различите теорије о постанку и развитку Хомерових песама, од којих се наводе најважније и њихови главни заступници.
1. Теорија о самосталним песмама (заступник Карл Лахман). По тој теорији Илијада је постала од више краћих, самосталних песама које су испевали различити певачи у различито време. Касније су их други певачи прерађивали и проширивали. Лахманн је разлучио из Илијаде 16 песама, али ниједна од њих није самостална и заокружена целина. Својим радом Лахман је ипак показао да се морају анализирати саме песме ако се жели доћи до правог резултата.
2. Теорија о језгру (заступник Готфрид Херман). Та теорија научава да је Хомер испевао језгру Илијаде и Одисеје. Те су језгре биле у почетку малене песме. Касније су их други песници прерађивали и проширивали док нису од некадашње „Праилијаде“ и „Праодисеје“ постале садашња Илијада и Одисеја.
3. Теорија о првобитном јединству (главни заступник Грегор Вилхелм Нич). Та теорија брани мишљење да су Илијада и Одисеја већ у првом почетку постале у обиму и облику у каквом су и данас. Противречја која се у оба епа јављају плод су каснијих уметака.
4. Теорија о компилацији (главни заступник Адолф Кирхоф). Та теорија захвата критику Одисеје. Одисеја није дело једнога песника, нити збирка самосталних и касније механички нанизаних песама, него старије језгро које је по сталној основи у неко касније време обрађено и раширено. Но то језгро није обухватало читаву радњу Одисеје. Одисеја је била велика епска песма, састављена од два дела, једног старијег, другог млађег, а саставили су их различити песници. Први и старији део обухватао је повратак Одисејев, тј. његов одлазак од Калипсе, боравак код Феачана, причање у Алкинојевом двору и повратак на Итаку, а други, млађи, Одисејеву освету. Други део спојио је с првим неки редактор. Око тридесете олимпијаде прерадио је и попунио ту стару редакцију неки обрађивач додавши јој песме о Телемаху. Та теорија има неколико угледних присталица.
5. Теорија о јединственој песничкој обради (главни заступници: Г. Финслер, Д. Мблдер, U. von Wilamowitz, E. Bethe). Заступници те теорије сматрају да је Илијаду саставио надарен песник уметник у доба кад се епско песништво налазило при крају свога развитка, а као грађа послужили су му старији предлошци који су већ били песнички обрађени.

Иако се питање Хомерових песама до сада много проучавало, оно је до данас остало још нерешено. Ипак, видљиво је како се полако враћа веровање да су оба епа у основи јединствена и да у својој песничкој вредности, уметничкој и духовној повезаности не могу бити дело различитих песника. Основна је, наиме, вредност сваког песничког дјела коначан и ненадмашив печат индивидуалног песничког генија. Према томе, и песничка дела каква су Илијада и Одисеја могу бити плод само једне одређене уметничке личности — правога уметника. Нема сумње да је и у Хомеровим еповима, као и у Другим светским епопејама, сливена и стара грађа, тј. у њима су уметнички обрађене краће и старе еолске песме. Али то не може умањити стваралачку способност онога који је уистину саставио Илијаду и Одисеју у њиховом садашњем облику. Иако су сви подаци о великом песнику легендарне нарави, опет нема разлога да се Илијади и Одисеји одузме Хомерово име, поготово када нам га и античка традиција једногласно потврђује.

## ПрегледИлијадеиОдисеје
Почетак грчке књижевности везан је за еолске и јонске градове у Азији, где се јавила поезија аеда (певача). Они су можда постојали од микенске епохе. Пратећи се на китари, казивали су подвиге легендарних јунака. Од те несумњиво богате књижевности, остала су само два дела, Илијада и Одисеја, и име аеда који их је можда саставио, Хомера. Вероватно у 12. веку пре н. е. град Троју (или Илион, отуда Илијада) заузели су народи грчког порекла, поглавито Ахајци. Повод за овај поход је, без сумње, сам географски положај града, али легенда каже да су Ахајци кренули под Агамемномом у рат да би повратили Хелену, коју је био отео Парис. Илијада описује једну епизоду из опсаде града, а Одисеја прича о повратку једног Ахајског вође, Одисеја (Ὀδυσσεύς). Спевови су написани књижевним језиком чија је основа јонски говор с неким елементима еолског. Карактеристичан стил епа је дактилски хексаметар, чији ритам почива на квантитету слогова, а не на њиховом броју.
Сваки од ова два епа у александријско је доба био подељен према броју слова грчкога алфабета на 24 дела. Делови Илијаде означавају се обично великим, а Одисеје малим словима алфабета. Назив „певање” за поједине делове оба епа није сасвим исправан, јер ти делови нису јединствене песме. Боље одговара назив „књига” јер онај који је провео споменуту деобу није пазио на садржај појединих делова. Тако је често раставио оно што припада заједно, а саставио оно што не чини једну садржајну целину. Делитељ је пазио само на то да буду 24 књиге и да у свакој од њих не буде више од 1000 стихова.

### Илијада
У оба епа се приповедају легендарна дешавања везана за Тројански рат, а претпоставља да су се десила неколико столећа раније него су епови састављени. Дешавања из Илијаде се односе на последњу годину Тројанског рата и бес легендарног хероја Ахила. Њега је увредио његов командант Агамемнон и он се повлачи из рата, после чега Грци имају озбиљне губитке на бојишту. Ахил одбија све покушаје Грка да се измире с њим, мада на крају попушта, пошто дозвољава свом пријатељу Патроклу да стане на чело грчких трупа. Патрокло гине у борби, а Ахил, бесан због тога, усмерава своју љутњу на Тројанце и изазива Хектора, сина тројанског краља, на двобој у којем га побеђује. Еп завршава тренутком у ком Ахил предаје Хекторово беживотно тело његовом оцу Пријаму, краљу Троје. У одређеном смислу, Ахил тим чином показује разумевање за бол тројанског краља, пошто се и сам сучељава са трагедијом смрти, погибијом свог пријатеља Патрокла.
Радња је једноставна; али овај дуги спев (преко петнаест хиљада стихова) обилује различитим наративним или описним елементима. Уплитање природних и натприродних сила означава удео чудесног код Хомера; богови учествују у борби, храбрећи или штитећи јунаке. А Зевс, изнад свих, сређује супарништва и бди над извршењем судбине. Стил овог дела (говори јунака, поређења, описи итд.) постаће узор епског израза. Хомерско друштво је високо развијено родовско друштво, где вође не зависе много од краља, који је први међу једнакима. Свакако због временске удаљености и због песничког улепшавања, Хомер није поуздан историјски извор, али је занимљив за историчаре и археологе; микенски натписи су и потврдили извесне податке о цивилизацији, које он помиње. Ово друштво, у коме јунаштво зна за правила али и за дивљаштво, на прво место ставља ваљаност ратника, али не искључује људска осећања. Ахилејева личност представља идеал младог и лепог јунака, склоног бесу, али свесног властите храбрости, који у минулим јуначким делима налази утеху за властите муке, а у слави једини начин да превазиђе коб смрти.

### Одисеја
У Одисеји се опевава повратак грчког хероја Одисеја из Тројанског рата. У почетним стиховима се описује хаос у ком се налази његов дом, узрокован његовим дугим одсуством. Група просаца његове жене Пенелопе, немилице троши његово богатство. После овог увода, прича се усредсређује на самог Одисеја. Његов повратак кући траје десет година током којег се сусреће са разним искушењима и опасностима. Једна од највећих опасности је киклоп Полифем, син Посејдона, а једно од највећих искушења морска нимфа Калипса, која му обећава бесмртност ако одустане де се врати кући. Други део епа је посвећен моменту када је Одисеј већ стигао кући, на своје острво Итаку. Као резултат дугогодишњег искуства са разним опасностима и искушењима, Одисеј успева да одржи хладнокрвност и да стрпљиво сачека одговарајући моменат у којем ће се осветити просцима и коначно поново ујединити са својом породицом.
Упркос једноставној теми Одисејевеог повратка у отаџбину, композиција Одисеје је сложена; овај повратак одгађају многобројни доживљаји током десет година, и приповедање о њима чини готово цео спев (око дванаест хиљада стихова). Док заробљеног Одисеја задржава Калипса, дотле у његовом двору на Итаки просци жуде за његовом женом и богатством. Син одлази да га тражи и не налази га, али бар сазнаје да је жив (део спева који се назива Телемахија). По наређењу богова, Калипса ослобађа Одисеја, кога бура избацује на острво Феачана. Пошто га је прихватила Наусикаја, кћи краља Алкиноја, он домаћинима прича о својим доживљајима (Кирки, Киклопима итд.). Напустивши Алкиноја, Одисеј се, прерушен у просјака, враћа на Итаку и уз помоћ Телемаха и верних слугу убија просце и даје прилику Пенелопи да га позна. Затим склапа мир с породицама просаца. И у Одисеји се среће чудесно каквог има у Илијади; Одисеја кога прогони Аполон, током његова лутања штити Атена. Али, и више, овде има елемената бајке: цвећа које доноси заборав, чудовишних једнооких Киклопа. Одисејеви доживљаји подсећају на народне приче: В. Берар (V. Bérard) претпоставља да се Хомер инспирисао причама феничанских морепловаца, у којима се измишљено мешало с географском стварношћу, и да је покушао да установи Одисејев пут. И слика хомерског друштва је свакидашњија него у Илијади; сцене битака су ретке, иако има и дивљаштва, као што је покољ просаца. Одисеј је према Ахилу зрео човек, мудар, чак лукав, али храбар и брине се за своје људе; он савлађује судбину стрпљењем и мудрошћу.

### СтилИлијадеиОдисеје
И један и други еп су писани у метрици дактилског хексаметра, формалистичким и узвишеним језиком, који се никада не користи у свакодневном говору. Многобројним анализама нису утврђене стилистичке разлике између Илијаде и Одисеје. Међутим, због различите тематике, многи читаоци, још од античког доба, су их приписивали различитим ауторима. Илијада говори о људским страстима и у њој се јунаци постављају пред дилеме које је практично немогуће решити. Ахил, Агамемнон, Пријам и други јунаци су жртве окрутних и трагичних околности. Насупрот томе, у Одисеји побеђује добро и правда, а раздвојена породица се поново уједињује. Лукавство, нарочито Одисејево, је водич кроз целу причу.

### Хомерови последници
У аутентичност и целину ова два спева сумњало се још од антике; језичке разлике и неједнакост приповедања наводе на помисао да је еп био састављен од одвојених спевова, боље или горе везаних. У текст су врло рано били уметнути многи стихови и читави делови (названи „интерполације”). Али према општем изгледу Хомерових спевова и њиховој композицији може се судити да су били дело једног песника, генијалног аеда, звао се он Хомер или не. Било како било, еп је знатно утицао на грчку књижевност и цивилизацију; Хомер је био ауторитет у свим областима и пружао је обимну грађу за моралну, чак и филозофску мисао. Иако се данас сматра да филозофија почиње са Талесом средином 6. века пре н. е., стари Грци често су постављали самог Хомера за њеног правог зачетника.  Више но икоја политичка сила, он је у Грцима развио осећање заједнице и самониклости.
Тројански рат је био тема и епова који чине тројански циклус и везују се за књижевност Ностои („повратка” као што је Одисејев). Настаће и циклуси око других градова (посебно Тебе), и они ће бити мајдан за књижевност, нарочито трагедију. Епско стварање је, иначе, трајало још доста дуго. Ту се могу сврстати Хомерске химне у славу богова, више епска него религиозна дела, која су се разликовала од хиерои логои, светих текстова, чију су званичну верзију чували свештеници у храмовима. Појавиле су се чак и пародије епова (као што је Батрахомиомахија, бој жаба и мишева). Аеди су образовали еснафе (као што су Хомериди са Хија) и предавали једни другима текстове. Наследили су их рапсоди (њихово име потиче можда отуд што су од епских делова „сашивали” целину — раптеин — или отуд што су држали у руци штап — рабдос — док су рецитовали). Овакво предавање текста могло је само да га поквари. Да би очувао јединствену верзију, Пизистрат је, кажу, у 6. веку наредио да се изда Хомеров текст намењен јавном извођењу. Почев од 3. века, александријски граматичари, и после њих Византинци, критички су проучавали Хомерове спевове. Њима се поглавито и дугује подела спевова на двадесет и четири певања.

## Историјска основа епова
Предмет Илијаде и Одисеје тесно је повезан с циклусом херојских прича о тројанском рату. Те су приче очигледно изражај херојскога доба, а могле су настати само као последица некога стварног историјског догађаја. Ако се узму у обзир резултати истраживања археолога, историчара и филолога, видимо да се у радњи Илијаде и Одисеје крије стварна историјска језгра коју је песничка машта заоденула густим митолошким рухом. Ако се упореде Илијада и Одисеја, уочава се да Илијада одјекује звекетом оружја и ратника и да је пуна аристократскога сјаја краљева. Она пружа верну слику и поуздано знање о критско-микенској цивилизацији која је цветала између 1500. и 1200. године старе ере. Поред тога, нуди оне драгоцене податке о најстаријим социјално-политичким приликама, религији и обичајима. У тим појединостима Илијада је старија од Одисеје.
Одисеја је у неку руку наставак Илијаде. Она нас преноси у послератни миран живот домаће заједнице и пустоловна путовања. У њој налазимо развијеније појмове и тежње. Морал, свест и религиозни појмови у већој су мери продубљени. У људима има мање дивљине, божанства су блажа итд. Одисејева лутања по тајанственим жалима Тиренскога и Јонскога мора подсећају на прва и несигурна путовања која су Грци током колонизације предузимали према западу. По томе је Одисеја нешто млађа од Илијаде.
Ипак остаје до данас нерешено питање да ли разлика између два епа зависи само од грађе или од аутора, и је ли грађа присилила песника да у Илијади има више на уму старије историјске прилике, а у Одисеји му је пружила извесну слободу да старој грађи додаје и тежње свога времена. Анализирају ли се садржај, језик и стил оба епа, и надаље, ако се анализирају с правога естетског гледишта, тешко се може одлучити на то да се ова два епа раздвоје, јер су оба заиста међусобно врло сродна. Зато се данас враћа претпоставка да су Илијада и Одисеја у основи потпуно јединствена дела јер се без тога јединства не би могла доказати њихова пуна уметничка вредност.

## Хомеров значај и утицај
Хомер осваја читаоца, пре свега, живим приповедањем, јасним изражавањем и пажљивим цртањем душевних карактеристика људи давних времена. Његова је поезија увек свежа и пуна животне динамике. Иако је прошло више од 2500 година откако се зна да постоје Хомерове песме, тешко је наћи неко песничко дело које би се по вредности могло упоредити с њима. Хомерове су песме узор епске поезије, па није чудно да су својим обликом и начином композиције постале узором читавој епској поезији каснијих векова до данас. Велики је песник утицао не само на грчку књижевност и ликовну уметност него и на дух и мишљење целога хеленског народа. Постао је учитељем и васпитачем Хелена јер су његова дела постала првом књигом младих Грка који су на тим делима учили не само читати него и свој језик и историју.
Хомера су проучавали и многи грчки филозофи. Платон и Аристотел сматрали су га праузором атичке трагедије. Из њега су црпли грађу трагички и лирски песници. Есхил је називао своје драме "мрвицама с богате Хомерове трпезе". Сликари и вајари стварали су своја дела према Хомеровим описима (Фидијин кип Зевса у Олимпији). Колико су га Хелени волели и ценили, види се и по томе што је у Атини било законом одређено да рапсоди за време панатенејских свечаности могу рецитовати само његове песме. Хомер је у својим делима уметничком јасноћом захватио све стране људскога живота, зашао је дубоко у људско биће и открио осећаје човечности и моралну лепоту. Дубоки осећај човечности и право хумано гледање на свет прибавили су Илијади и Одисеји и њиховом генијалном песнику посебно место међу епопејама светске књижевности и вечну вредност — бесмртност. Хелени су у тим делима гледали себе и учинили их темељем своје културе. Хомер је, дакле, постао извором не само за поезију него и за целокупну грчку савест којој је било одређено да се преточи у тековину човечанства.
Римском песнику Вергилију био је Хомер главни узор, јер је његова Одисеја пружила Вергилију грађу за први дио Енеиде (I—VI), а Илијада за други део (VII—XII). Вергилије је опонашао Хомера не само у обради појединих епизода него је, штавише, преводио читаве стихове, речи и изразе. Утицај Хомерових дела може се наћи и код Ариоста, Торквата Таса, па и код Ивана Мажуранића (Смрт Смаил-Аге Ченгића). Велики руски писац Николај Гогољ прогласио је Одисеју најсавршенијим делом свих векова, „ризницом детињски лепога“. Илијада и Одисеја пружају увек читаоцу велики уметнички ужитак. Као дела трајне вредности преведене су на све културне језике света.

### Коментари о Хомеру
- ) 1788
- ) 1855
- 1542
- ) 1864

### Питање о ауторству Хомерових епова
- Wolf, Prolegomena ad Homerum (Halle, 1795), English translation, Princeton University Press, Princeton, N.J. . 1988. ISBN 978-0-691-10247-4. Недостаје или је празан параметар |title= (помоћ)
- ) 1836
- ) 1865

### Студије стила и језика у Хомеровим еповима
- ) 1852
- ) 1886